# 가쿠다이
가쿠다이(일본어:  画大, 1971년 12월 18일 ~ )는 일본의 배우로, 사이타마현 출신이며, 녹아웃 소속했다.